# Return to Never Land (videojuego)
Return to Never Land es un videojuego basado en la película Return to Never Land. Fue publicado a lo largo de 2002 para PlayStation y Game Boy Advance, presentando esta última un juego con gráficos bidimensionales en vez del juego con gráficos 3D de la videoconsola de Sony. Años después, fue reeditado en PlayStation Network (para PS3 y PSP).

## Personajes
- Peter Pan
- Campanilla
- Los Niños Perdidos
- Jane
- El Capitán Garfio
- Smee

- Datos: Q16625066